# Despina (måne)
Despina er en af planeten Neptuns måner: Den blev opdaget den 28. juli 1989 ved hjælp af billeder fra rumsonden Voyager 2, og fik lige efter opdagelsen den midlertidige betegnelse S/1989 N 3. Senere har den Internationale Astronomiske Union vedtaget at opkalde den efter nymfen Despina fra den græske mytologi. Despina kendes desuden også under betegnelsen Neptun V (V er romertallet for 5).
Despina er en irregulær ("kartoffelformet") lille klode, hvis overflade ikke viser nogen tegn på geologisk aktivitet i månens indre. Den kredser så tæt på Neptun, at den fuldfører et helt omløb om Neptun hurtigere end Neptun når at dreje én gang om sig selv; konsekvensen er at tidevandskræfterne langsomt vil tvinge Despina til at kredse gradvis tættere og tættere på Neptun. Engang i fremtiden vil den enten falde ned i Neptuns atmosfære, eller sønderdeles til småpartikler der danner en ny planetring omkring Neptun.